# Huangdi neijing
Huangdi neijing (chiń. upr. 黄帝内经; chiń. trad. 黃帝內經; pinyin Huángdì Nèijīng, dosłownie Wewnętrzny kanon Żółtego Cesarza, tłumaczone jako Kanon medycyny Żółtego Cesarza) – najstarszy całościowy chiński traktat medyczny, skompilowany w epoce Wczesnej dynastii Han (202 p.n.e. - 9 n.e.), łączony z mityczną postacią Żółtego Cesarza (Huang Di).
Tytuł Huangdi neijing odnosi się do czterech ksiąg: Su wen (素問), Ling shu (靈樞), Tai su (太素) i Ming tang (明堂); Tai su pokrywa się w znacznej części z Su wen, z Ming tang przetrwała tylko przedmowa i jeden rozdział (oraz cytaty w innych dziełach). Od czasu Północnej dynastii Song, Huangdi neijing jest używane jako zbiorczy tytuł dwóch ksiąg, Su wen i Ling shu. Nie jest jasne co oznacza nei („wewnętrzny”) w tytule księgi; Księga Hanów wspomina o istnieniu Huangdi waijing – Zewnętrznego kanonu Żółtego Cesarza, ale nic nie wiadomo o jej zawartości, ani na czym miała polegać różnica między „wewnętrznym” a „zewnętrznym”.
Teksty składające się na księgę pochodzą z IV–I w. p.n.e.; najważniejszej edycji dokonał Wang Bing za czasów dynastii Tang, który podzielił księgę na dwie części po 81 rozdziałów – tak uporządkowane dzieło zostało wydane w 726 roku i stało się podstawą wydań późniejszych. W księdze Huang Di prowadzi dialogi ze swymi doradcami, zwłaszcza z pierwszym ministrem Qi Bo, omawiając różne aspekty medycyny, od jej podstaw filozoficznych, przez profilaktykę, diagnostykę aż po leczenie. Dzieło to zawiera główne koncepcje, które stały się podstawą tradycyjnej medycyny chińskiej: teorię yin i yang, „pięciu żywiołów” wu xing, krążenia qi. Teksty prezentują rozwiniętą wersję kosmologii yin i yang oraz pięciu żywiołów i przez to stały się podstawą późniejszych rozważań chińskiej filozofii. Rozważają zależności między wszechświatem, człowiekiem i jego środowiskiem, zwyczajami i zdrowiem, procesami wewnątrz organizmu (normalnymi i patologicznymi), symptomami i sposobami ich rozumienia w tych wszystkich kontekstach. Kosmologia zawarta w dziele jest zgodna z ideałami scentralizowanej monarchii, panującymi za czasów dynastii Han. Kanon odnosi się do takich pojęć jak meridiany; skupia się na medycynie zapobiegawczej i podtrzymaniu długowieczności, zalecając umiar, spokój i nieangażowanie się, aby „zachować wewnętrzną esencję”. Su wen dyskutuje podstawy fizjologii, anatomii i higieny; druga z głównych ksiąg, Ling shu, omawia bardziej szczegółowo zabiegi terapeutyczne, w tym termo- i akupunkturę. Terapie z użyciem leków są rzadkie.

Fragment dzieła Huangdi Neijing – z pierwszej księgi (Su wen), rozdział 17: 

Mai Yao Jing Wei Lun
(Podstawy i Zasady Palpacji Diagnostycznej)
Żółty Cesarz zapytał: „Jaka jest metoda diagnozy przy palpacji pulsu?”

Qi Bo odpowiedział: „Palpacja pulsu powinna być wykonywana o wczesnym poranku, kiedy energia Yang jeszcze się nie poruszyła, kiedy energia Yin jeszcze się w pełni nie rozprzestrzeniła, kiedy pokarm i napoje nie zostały jeszcze przyjęte przez pacjenta; wtedy energia kanałów (meridianów) nie jest nadmiernie aktywna, energie pobocznych gałęzi dużych kanałów są w harmonii, a energia i krew nie zostały jeszcze poruszone. W tej sytuacji można skutecznie diagnozować stan pulsu” (...)

O autorach dzieł składających się na Kanon nic nie wiadomo; jest to kolekcja powiązanych ze sobą krótkich wypowiedzi różnych autorów, reprezentujących różne tradycje medyczne (niektóre fragmenty są ze sobą sprzeczne). Część fragmentów rozwija i komentuje idee przedstawione w innych fragmentach; miejscami komentarze i tekst oryginalny zostały połączone przez późniejszych kopistów. Współcześnie uznaje się, że teksty Kanonu zapisują dyskusje, w trakcie których zostały wypracowane podstawy chińskiej medycyny. Dzięki znaleziskom z Mawangdui, gdzie odnaleziono wcześniejsze teksty medyczne, udało się dość dokładnie ustalić czas powstania większości tekstów z Huangdi neijing na I w. p.n.e. Ustalono też, że są to w większości autentyczne teksty z okresu dynastii Han (tj. nie są to późniejsze falsyfikaty udające tekst wcześniejszy), niemniej wszystkie podlegały znaczącym redakcjom i w większości zostały zebrane w dziełach z fragmentów hanowskich za czasów dynastii Tang i Song.